# Preben Brahe (1627-1708)
 For alternative betydninger, se Preben Brahe. (Se også artikler, som begynder med Preben Brahe)
Preben Brahe (1627-1708) var en dansk godsejer, 
søn af rigsråd Jørgen Brahe. 
Han fødtes 18. Juni 1627, vistnok paa Hagenskov, tilbragte 
sin Ungdom paa unge adelige Herrers Vis med Studier 
i Udlandet, indskreves 1647 som Stud. juris i Leipzig 
og besøgte Tyskland, Frankrig og Italien. 1651 kom han 
hjem og fik sig 1653 overladt af Faderen Engelsholm, 
hvor han tog Bolig med sin Brud, Hofmesteren paa 
Sorø Falk Gjøes Datter Susanne (f. 1634). Under Svenskekrigen, medens 
Egnen om Engelsholm til Bunds udplyndredes af Fjenden, 
boede han paa Næsbyholm sammen med sin Svigermoder 
Karen Bille (d. 1670) og dennes Svigerinde, 
Bogsamlersken Anne Gjøe. Efter Krigen deltog han i 
den kjøbenhavnske Rigsdag og maatte aflægge Beretning 
om den for sin døende Fader. Efter ham arvede han 
Brahesborg og efter Moderens Død 1677 Hvedholm, hvor 
han opslog sin Bolig; men Gaarden brændte 1683. Efter 
at hans Hustru var død i Kjøbenhavn ligeledes 1683, 
skiftede han Godserne mellem sine Børn og forbeholdt 
sig kun Engelsholm, hvor han henlevede som Enkemand 
indtil 27. Marts 1708, da han døde, næsten 81 Aar 
gammel. Efter en foreløbig Bisættelse i Nørup Kirke 
begravedes han hos den øvrige Slægt i Hvedholms 
Sognekirke Horne. – Han efterlod sig af i alt 9 
Børn kun 4 overlevende, af hvilke Sønnen Henrik 
forplantede Navnet, der dog allerede uddøde med 
dennes Søn Preben 1786. Datteren Karen 
har imidlertid bedst bevaret Mindet om 
sit og sine Forældres fromme, højsindede Husliv, hvis 
litterære Sysler har efterladt sig talrige Minder i 
hendes mærkelige Bibliothek. P. B. selv er Forfatter 
af nogle Betragtninger over Bønnen og Nadveren samt 
af nogle Salmer, skrevne i hans Ungdom. Til Text for 
sin Ligprædiken havde han valgt sig Davids 116. Salme, 
Vers 1-9 med dens Taksigelse til den Gud, som i sin 
naadige Barmhjærtighed udfrir den enfoldiges Sjæl fra Døden.